# 천년왕국
천년왕국(千年王國, millennialism, 천 년을 뜻하는 라틴어 밀레니엄/millenium에서 비롯됨)은 예수 그리스도가 최후의 심판 이전에 지상에 재림하여 직접 통치하는 1,000년의 기간을 말한다.  이 기간 동안 죽음에서 부활한 그리스도인들과 끝까지 믿음을 지킨 그리스도인들이 예수 그리스도와 함께 무려 천년 동안 죽지 않고 지상에서 살며 왕처럼 활동하며, 지상에서 낙원이 이룩된다는 내용이다. 이 천년왕국이 끝나면 최후심판이 있고, 이 날에 천년왕국에 살고 있던 모든 그리스도인들은 천국으로 들어간다는 내용이다. 
이 천년왕국의 내용은 예수의 제자인 사도 요한이 기록한 요한계시록에 기록되어 있다. 이 기록된 내용을 그대로 믿는 기독교 내의 복음주의적 교파들이 천년왕국설을 내세우며 믿고 있다. 천년왕국에 대해서는 성경 전체에서 직간접적으로 언급되어 있기는 하나, 요한계시록 20장 초반부에 가장 명확하게 기록되어 있다. 
기독교계에서 이 천년왕국을 해석하는데 있어, 전천년설, 후천년설, 무천년설의 세 가지 설이 존재하는데, 현재 전천년설이 가장 우세하지만, 어느 설이 정확한지는 아직 기독교계에서 논쟁이 진행중이다.
이 천년왕국이라는 개념은 조로아스터교에서도 유사하게 등장하고 기독교에서 이를 차용했다는 설도 있다.

## 기독교

### 기독교 이전
천년왕국이라는 개념은 유대교 계시의 기독교적 해석에서 발전하였으며, 이는 구약의 에녹, 에스드라, 다니엘 부록, 희년서를 포함하여 200 B.C.E. ~ 100 C.E. 사이의 유대교의 출처가 불분명한 문학에 뿌리를 두는 등, 요한계시록이 기록될 때까지 체계적으로 정립되지 못하였다.

### 성경 문헌
기독교 천년왕국에 대한 기독교 문헌적 기록은 요한계시록 20장 초반 내용이 대표적으로 천년왕국에 대한 근거가 되는 구절이다:
(계 20:1) 또 내가 보매 천사가 무저갱의 열쇠와 큰 쇠사슬을 그의 손에 가지고 하늘로부터 내려와서
(계 20:2) 용을 잡으니 곧 옛 뱀이요 마귀요 사탄이라 잡아서 천 년 동안 결박하여 
(계 20:3) 무저갱에 던져 넣어 잠그고 그 위에 인봉하여 천 년이 차도록 다시는 만국을 미혹하지 못하게 하였는데 그 후에는 반드시 잠깐 놓이리라
(계 20:4) 또 내가 보좌들을 보니 거기에 앉은 자들이 있어 심판하는 권세를 받았더라 또 내가 보니 예수를 증언함과 하나님의 말씀 때문에 목 베임을 당한 자들의 영혼들과 또 짐승과 그의 우상에게 경배하지 아니하고 그를의 이마와 손에 그의 표를 받지 아니한 자들이 살아서 그리스도와 더불어 천 년 동안 왕 노릇 하니
(계 20:5) (그 나머지 죽은 자들은 그 천 년이 차기까지 살지 못하더라) 이는 첫째 부활이라 
(계 20:6) 이 첫째 부활에 참여하는 자들은 복이 있고 거룩하도다 둘째 사망이 그들을 다스리는 권세가 없고 도리어 그들이 하나님과 그리스도의 제사장이 되어 천 년 동안 그리스도와 더불어 왕 노릇 하리라 
(계 20:7) 천 년이 차매 사탄이 그 옥에서 놓여 
(계 20:8) 나와서 땅의 사방 백성 곧 곡과 마곡을 미혹하고 모아 싸움을 붙이리니 그 수가 바다의 모래 같으리라

## 같이 보기
- 천년왕국설
- 과거주의
- 신사도적 개혁
- 세대주의